# Who Killed Cock Robin?
Who Killed Cock Robin? ("Chi ha ucciso il pettirosso?") è una filastrocca inglese, usata nei paesi anglosassoni come archetipo per antonomasia dell'assassinio. È nel Roud Folk Song Index col numero 494.

## Origini
Benché la canzone sia documentata solo dal XVIII secolo, le sue origini sono senz'altro assai più remote. La morte di un pettirosso ucciso da una freccia è tra l'altro dipinta in un affresco a Buckland Rectory, Gloucestershire e il testo è simile ad una storia, Phyllyp Sparowe, scritta da John Skelton intorno al 1508.
Numerose teorie sono sorte sul significato del testo:
- riferimento mitologico, in particolare alla morte del dio Balder nella mitologia scandinava[2], esempio di uccisione rituale del sovrano[3][4].
- parodia della morte di William Rufus, ucciso da una freccia nel bosco nell'anno 1100[5].
- metafora della caduta del governo di Robert Walpole nel 1742, dal momento che "Robin" è un diminutivo di "Robert"[2].
- fra le varie altre interpretazioni, si è associato il nome del pettirosso anche con quello di Robin Hood[6].

Le teorie sono basate principalmente sull'assonanza fra il termine robin con il nome Robin. Peter Opie ha fatto notare che, in ogni caso, una filastrocca già esistente poteva benissimo essere adattata per riferirsi ironicamente ad avvenimenti politici o di attualità del XVIII o XIX secolo. Non ci sono prove, infatti, che il nome Cock Robin sia stato usato per la prima volta in relazione a un qualche evento in particolare.
La prima trascrizione nota della filastrocca si trova nel Tommy Thumb's Pretty Song Book pubblicato nel 1744, che però ne riporta solo i primi quattro versi. La versione completa non fu pubblicata prima del 1770. A partire dalla seconda metà del XVIII secolo la filastrocca è stata stampata innumerevoli volte sia in libri illustrati per bambini sia in altre pubblicazioni, ed essendo parte della cultura popolare inglese è citata in svariate opere letterarie, fra cui Piccole donne crescono di Louisa May Alcott.
| Testo originale |  |  | Traduzione italiana |
| Who killed Cock Robin? I, said the Sparrow, with my bow and arrow, I killed Cock Robin. Who saw him die? I, said the Fly, with my little eye, I saw him die. Who caught his blood? I, said the Fish, with my little dish, I caught his blood. Who'll make the shroud? I, said the Beetle, with my thread and needle, I'll make the shroud. Who'll dig his grave? I, said the Owl, with my pick and shovel, I'll dig his grave. Who'll be the parson? I, said the Rook, with my little book, I'll be the parson. Who'll be the clerk? I, said the Lark, if it's not in the dark, I'll be the clerk. Who'll carry the link? I, said the Linnet, I'll fetch it in a minute, I'll carry the link. Who'll be chief mourner? I, said the Dove, I mourn for my love, I'll be chief mourner. Who'll carry the coffin? I, said the Kite, if it's not through the night, I'll carry the coffin. Who'll bear the pall? We, said the Wren, both the cock and the hen, We'll bear the pall. Who'll sing a psalm? I, said the Thrush, as she sat on a bush, I'll sing a psalm. Who'll toll the bell? I said the bull, because I can pull, I'll toll the bell. All the birds of the air fell a-sighing and a-sobbing, when they heard the bell toll for poor Cock Robin. |  |  | Chi ha ucciso il pettirosso? Io, ha detto il passero, Con il mio arco ed una freccia, Io ho ucciso il pettirosso. Chi lo ha visto morire? Io, ha detto la mosca, Con i miei piccoli occhi, Io l'ho visto morire. Chi ha preso il suo sangue? Io, ha detto il pesce, Con un mio piccolo piatto, Io ho preso il suo sangue. Chi farà il suo sudario? Io, ha detto lo scarafaggio, Con un mio filo ed un mio ago, Io farò il suo sudario. Chi scaverà la sua tomba? Io, ha detto il gufo, Con un mio piccone ed una mia pala, Io scaverò la sua tomba. Chi sarà il prete? Io, ha detto il corvo, Con il mio piccolo libro, Io sarò il prete. Chi sarà il chierichetto? Io, ha detto l'allodola, Se non è di sera, Io sarò il chierichetto. Chi porterà la fiaccola? Io, ha detto il fanello, Io la trasporterò in un minuto. Io porterò la fiaccola. Chi riceve le condoglianze? Io, ha detto la colomba, Io sono a lutto per il mio amore. Io riceverò le condoglianze. Chi trasporterà la bara? Io, ha detto il nibbio, Se non sarà durante la notte, Io trasporterò la bara. Chi farà il drappo funebre? Noi, hanno detto lo scricciolo, Il gallo che la gallina, Noi faremo il drappo funebre. Chi canterà il salmo? Io, ha detto il tordo, Come lui appoggiato su un cespuglio, Io canterò il salmo. Chi suonerà la campana? Io, ha detto il bue, Perché io posso tirare, Perciò addio, pettirosso. Tutti gli uccelli in aria Sospiravano e singhiozzavano, Mentre ascoltavano la campana suonare Per il povero pettirosso. |

## Altri media
- La filastrocca compare nel film Premonition del 2007 nella scena in cui le bambine giocano in giardino.
- Nel 2º episodio della dodicesima stagione del telefilm CSI - Scena del crimine.
- Nell'episodio di Lamù n. 98 E poi non rimase nessuno, ispirato al romanzo Dieci piccoli indiani di Agatha Christie, la filastrocca è il filo conduttore della storia e i vari personaggi muoiono interpretando gli animali citati nel testo.
- Nel manga God Child un episodio è basato sulla filastrocca in questione, con dei bambini intenti a giocare in campagna e un misterioso omicidio da risolvere.
- Nell'anime Danganronpa 3: The End of Hope's Peak Academy il titolo della filastrocca è usato come titolo dell'episodio 8 del Future Arc.
- Il filo conduttore degli omicidi del romanzo L'enigma dell'alfiere segue il testo di questa filastrocca.
- La filastrocca è recitata nel film Tár del 2022 da Petra.